# Top Sensation
Top Sensation es una película dramática italiana de 1969 coescrita y dirigida por Ottavio Alessi y protagonizada por Rosalba Neri, Edwige Fenech y Maud de Belleroche.

## Argumento
La rica Mudy (de Belleroche) trata de despertar a su hijo Tony (Miti) de una timidez crónica con las mujeres y es ayudada en ello por Paula (Neri) y Ulla (Fenech). Con ellos también está Aldo (Bonuglia), quien espera obtener como recompensa una concesión petrolera. Cuando el yate Mudy atraca en una isla habitada solo por un pastor de cabras y su esposa Beba (Thulin), Tony se siente atraído por ella, pero poco a poco surgirán sus trastornos mentales, y todo termina en tragedia.

## Reparto
- Rosalba Neri: Paola.
- Edwige Fenech: Ulla.
- Eva Thulin: Beba.
- Maud de Belleroche: Mudy.
- Maurizio Bonuglia: Aldo.
- Ruggero Miti: Tony.
- Salvatore Puntillo: Andro.